# Орехово-Василевка
Орехово-Василевка (укр. Оріхово-Василівка) — село Соледарской городской общине Бахмутского района Донецкой области Украины, в 10 километрах к северо-западу от Бахмута.
Код КОАТУУ — 1420985704. Население по переписи 2001 года составляет 227 человек. Почтовый индекс — 84532. Телефонный код — 6274.